# Lokey Peak
Lokey Peak är en bergstopp i Antarktis. Den ligger i Västantarktis. Argentina, Chile och Storbritannien gör anspråk på området. Toppen på Lokey Peak är 1 571 meter över havet.
Terrängen runt Lokey Peak är lite kuperad. Trakten är obefolkad. Det finns inga samhällen i närheten.